# Anoplogynus
Anoplogynus is een geslacht van hooiwagens uit de familie Gonyleptidae.
De wetenschappelijke naam Anoplogynus is voor het eerst geldig gepubliceerd door Piza in 1938. 

## Soorten
Anoplogynus omvat de volgende 2 soorten:
- Anoplogynus nasutus
- Anoplogynus singularis